# 皮山站
皮山站（维吾尔语：گۇما بېكىتى，拉丁维文：Guma bëkiti），位于中华人民共和国新疆维吾尔自治区和田地区皮山县，是喀和铁路上的火车站，2011年6月20日启用，现由乌鲁木齐铁路局喀什车务段管辖。

## 車站周邊
- 皮山县职业技术学校
- 皮山县高级中学
- 皮山县环保局
- 皮山县住建局
- 皮山县第三中学
- 皮山县第四小学
- 皮山县公安局
- 皮山三峡工业园区

## 歷史
- 建于2010年。

## 外部連結
- 中国铁路客户服务中心 （页面存档备份，存于）